# Радивоевич, Лола
Лола Радивоевич (серб. Лола Радивојевић; род. 2 января 2005, Прокупле) — сербская профессиональная теннисистка. Победительница девяти турниров ITF (7 — в одиночном разряде).
С 2022 года Радивоевич представляет Сербию на Кубке Билли Джин Кинг, где её рекорд W/L: 8—12.
Четвертьфиналистка одного юниорского турнира Большого шлема в одиночном разряде (Открытый чемпионат Австралии-2022); бывшая 37-я ракетка мира в юниорском рейтинге ITF (2022).

## Спортивная карьера
В 2022—2024 годах стала победительницей семи турниров ITF в одиночном разряде.
И в 2022—2024 годах стала победительницей ещё двух турниров ITF в парном разряде.

### 2024
В середине августа 2024 года стала двукратной победительницей 75-тысячного турнира ITF W75 Serbian Tennis Tour в Куршумлия-Баня (Сербия), где она в финале одиночного разряда победила чешку Барбору Палицову со счётом 6-4, 6-2. На этом же турнире вместе с хорваткой Петрой Марчинко в финале парного разряда победила Живу Фалкнер и Тару Вюрт со счётом 7-6(7-5), 6-4.
В конце сентября 2024 года вновь стала победительницей 75-тысячного турнира ITF W75 Serbian Tennis Tour 2 в Куршумлия-Баня (Сербия) в одиночном разряде, где она в финале победила кипрскую теннисистку Ралуку Шербан со счётом 6-2, 7-6(9-7).
В середине ноября 2024 года в составе сборной Сербии участвовала в матчах плей-офф Кубка Билли Джин Кинг, где проиграла экс-четвёртой ракетке мира швейцарке Белинде Бенчич со счётом: 2-6, 2-6.

## Итоговое место в рейтинге WTA по годам
| Год  | Одиночный рейтинг | Парный рейтинг |
| 2023 | 276               | 660            |
| 2022 | 349               | 513            |
| 2021 | 1318              | 1605           |